# هذا هو ابني
هذا هو ابني (بالإنجليزية: That's My Boy)‏ هو فيلم كوميدي تم إنتاجه في الولايات المتحدة وصدر في سنة 2012.

## بطولة
- آدم ساندلر
- أندي سامبيرج

## القصة
تدور قصة الفيلم حول دوني (آدم ساندلر) الذي ينجب تود (اندي سامبرج) وهو مايزال في مرحلة المراهقة، ولا يرى بعضهما البعض لسنوات، وقبل زفاف تود بيوم يظهر دوني فجأة، في محاولة يائسة منه لإعادة الاتصال مع ابنه.

## الميزانية والإيرادات
بلغت تكلفة إنتاج الفيلم حوالي 70 مليون دولار بينما حقق أرباحا تقدر بـ 57,719,093 دولار.

## روابط خارجية
- هذا هو ابني على موقع IMDb (الإنجليزية)
- هذا هو ابني على موقع ميتاكريتيك (الإنجليزية)
- هذا هو ابني على موقع الموسوعة البريطانية (الإنجليزية)
- هذا هو ابني على موقع روتن توميتوز (الإنجليزية)
- هذا هو ابني على موقع نتفليكس (الإنجليزية)
- هذا هو ابني على موقع قاعدة بيانات الأفلام العربية
- هذا هو ابني على موقع ألو سيني (الفرنسية)
- هذا هو ابني على موقع Turner Classic Movies (الإنجليزية)
- هذا هو ابني على موقع أول موفي (الإنجليزية)
- هذا هو ابني على موقع بوكس أوفيس موجو (الإنجليزية)